# 長谷眞次郎
長谷 眞次郎（はせ しんじろう、1916年7月25日 - 1963年2月4日）は、日本の洋画家。昭和初期から60年代にかけて関西で活躍した。活動の中心は関西、京都、阪神間。阪神間モダニズムの晩期に画壇に登場し、具体美術直前までの時期。作品を時系列に追うと当時の美術界のムーブメントの軌跡を見ることができる。

## 経歴
京都府京都市上京区出身。1916年、美容師の岩太郎、母えんの5人兄弟姉妹の末弟として生まれる。関西美術院で黒田重太郎に師事。24歳になった1940年第5回京都市美術展（現在の京展の前身）初入選。26 歳になった1942年二科展初入選。川崎重工業勤務の傍ら画業に励んだ。二紀会には創立第1回展より出展しており二紀会仲間で洋画家の津田周平や鴨居令とは私生活においても交流があった。画壇デビューは20代だが、実力が認められ始めたのは40代に入った1957年前後。1955年から3年連続で京展（当時は京都市主催美術展覧会）にて受賞しており、1957年5月10日の毎日新聞（全国版）の美術評ではデビューから17年もたっていたが「洋画の新人」と付されている。その記事から6年後の1963年に没。日本美術家連盟会員。京都美術懇話会会員。

### 所蔵美術館
「月は希望を与える」（京都市立美術館蔵）

### 受賞歴
1955年　第7回京都市主催美術展覧会（京展の前身）紫賞　作品名「白鳥と少女」
1956年　第8回京都市主催美術展覧会（京展の前身）優秀　作品名「月は希望を与える」
1957年　第9回京都市主催美術展覧会（京展の前身）市長賞　作品名「貴重な潜水艦」

### 川崎重工業勤務時代
川崎重工業内の意匠関連の部署に勤務しており、工場内や働いている工夫の絵が多数残されている。
1943年第2回全川崎美術展覧会で佳作　作品名「少年工」
1954年神戸市主催 勤労感謝祭記念行事勤労者美術展で特選　作品名「浮ドッグ」

## 参考
長谷海平，阪神間モダニズムと具体のはざまに，よろず出版，2016年